# Anagnota
Anagnota – rodzaj muchówek z rodziny Anthomyzidae i podrodziny Anthomyzinae.
Rodzaj ten wprowadzony został w 1902 roku przez Theodora Beckera.
Muchówki o ciele długości od 1,43 do 2,66 mm. Głowa jest z przodu zaokrąglona, ma wysokość nie mniejszą niż długość, duże oczy złożone o prawie owalnym kształcie, zredukowane płytki półksiężycowate, słabo zaznaczony trójkąt czołowy i zaokrąglone tyle kąty. Na czole znajduje się jedwabiste, czarne lub ciemnobrązowe owłosienie ze srebrnymi pasami przyocznymi. Tylko jedna spośród z szczecinek orbitalnych górnych jest długa. Czułki są kolankowato zgięte, a ich drugi człon tworzy daszek nad trzecim. Aristę cechuje dość długie grzebieniowanie. Tułów jest węższy od głowy i silnie wypukły. Chetotaksja tułowia jest zredukowana co przejawia się brakiem szczecinek nadskrzydłowych i przedszwowych oraz słabymi szczecinkami zaskrzydłowymi. Pierwsza para odnóży odznacza się brakiem kolca ctenidialnego w tylno-brzusznej części uda. Użyłkowanie skrzydła cechuje obecność żyłki poprzecznej dm-cu oraz umieszczenie żyłki poprzecznej r-m bardziej odsiebnie niż wierzchołka pierwszej żyłki radialnej. Samiec ma małe i niezmodyfikowane przysadki odwłokowe. Samica ma niezlane ze sobą sternit i tergit siódmego segmentu odwłoka oraz parę krótko gruszkowatych spermatek z kilkoma guzkopodobnymi, tępymi wyrostkami na powierzchni.
Jaja tych muchówek wyróżniają się czterema podłużnymi rządkami mikrogranulek na brzusznej stronie chorionu. Larwę opisano tylko u A. bicolor. Wyróżnia się ona od larw innych Anthomyzidae wyraźnymi sklerytami dentalnymi, prostymi haczykami gębowymi i krótką apodemą grzbietową poprzedzającą brzuszne cornu w szkielecie głowowo-gardzielowym.
Rodzaj palearktyczny, znany z Europy, Afryki Północnej i Syberii. W Polsce występuje tylko A. bicolor.
Należą tu 4 opisane gatunki:
- Anagnota bicolor (Meigen, 1838)
- Anagnota coccinea Roháček & Freidberg, 1993
- Anagnota major Roháček & Freidberg, 1993
- Anagnota oriens Roháček, 2006